# Liga I 2014-15
La Liga I 2014-15 fue la 97.ª temporada de la Liga I, la primera división del sistema de ligas del fútbol rumano. La temporada comenzó el 25 de julio de 2014 y terminó el 30 de mayo de 2015. El Steaua București es el vigente campeón.

## Ascensos y descensos
Con respecto al torneo anterior, son cuatro los nuevos equipos; ascendidos de la Liga II: CSMS Iaşi, Rapid București, CSU Craiova y FCM Tîrgu Mureș en reemplazo de los descendidos Vaslui, Poli Timișoara, Săgeata Năvodari y Corona Brașov
| Pos. | de la Liga I 2013-14 |
| ---- | -------------------- |
| 6.º  | Vaslui               |
| 16.º | Poli Timișoara       |
| 17.º | Săgeata Năvodari     |
| 18.º | Corona Brasov        |

| Pos. | de la Liga II 2013-14            |
| ---- | -------------------------------- |
| 1.º  | CSMS Iaşi (Serie I)              |
| 1.º  | Universitatea Craiova (Serie II) |
| 2.º  | Rapid Bucureşti (Serie I)        |
| 2.º  | Târgu Mureș (Serie II)           |

## Sistema de competición
Los 18 equipos participantes juegan entre sí todos contra todos dos veces totalizando 34 partidos cada uno. Al término de la jornada 34, el primer clasificado se coronó campeón y obtuvo un cupo para la Segunda ronda de la Liga de Campeones 2015-16, el segundo clasificado obtuvo un cupo para la Segunda ronda de la Liga Europa de la UEFA 2015-16, mientras que el tercero obtuvo un cupo para la Primera ronda. Por otro lado, los seis últimos clasificados descendieron a la Liga II 2015-16.
Un tercer cupo para la Tercera ronda de la Liga Europa de la UEFA 2015-16 fue asignado al campeón de la Copa de Rumania.

## Equipos
| Club                  | Ciudad       | Estadio                              | Capacidad |
| --------------------- | ------------ | ------------------------------------ | --------- |
| Astra Giurgiu         | Giurgiu      | Stadionul Marin Anastasovici         | 7 000     |
| Brasov                | Brașov       | Stadionul Silviu Ploeşteanu          | 8 800     |
| Botosani              | Botoșani     | Stadionul Municipal (Botoșani)       | 12 000    |
| Ceahlăul Piatra Neamț | Piatra Neamț | Stadionul Ceahlăul                   | 18 000    |
| CFR Cluj              | Cluj-Napoca  | Stadionul Dr. Constantin Rădulescu   | 23 500    |
| Concordia Chiajna     | Chiajna      | Stadionul Concordia                  | 5 123     |
| CSMS Laşi             | Iași         | Stadionul Emil Alexandrescu          | 11 390    |
| Dinamo București      | Bucarest     | Arena Națională                      | 55 611    |
| Gaz Metan Mediaș      | Mediaș       | Stadionul Gaz Metan                  | 7 814     |
| Oţelul Galaţi         | Galați       | Stadionul Oțelul                     | 13 500    |
| Pandurii Târgu Jiu    | Târgu Jiu    | Stadionul Tudor Vladimirescu         | 9 200     |
| Petrolul Ploiești     | Ploiești     | Stadionul Ilie Oană                  | 15 500    |
| Rapid București       | Bucarest     | Stadionul Giulești-Valentin Stănescu | 19 100    |
| Steaua București      | Bucarest     | Arena Națională                      | 55 611    |
| Tîrgu Mureș           | Târgu Mureș  | Stadionul Trans-Sil                  | 8 000     |
| Universitatea Cluj    | Cluj-Napoca  | Cluj Arena                           | 30 335    |
| Universitatea Craiova | Craiova      | Stadionul Ion Oblemenco              | 25 252    |
| Viitorul Constanța    | Constanța    | Stadionul Concordia                  | 5 123     |

## Tabla de posiciones
| Pos. | Equipo                | Pts. | PJ | G  | E  | P  | GF | GC | Dif. | Clasificación y descenso 2015–16      |
| ---- | --------------------- | ---- | -- | -- | -- | -- | -- | -- | ---- | ------------------------------------- |
| 1    | Steaua Bucureşti (C)  | 71   | 34 | 22 | 5  | 7  | 59 | 23 | +36  | Segunda ronda de la Liga de Campeones |
| 2    | Târgu Mureș           | 68   | 34 | 20 | 8  | 6  | 51 | 25 | +26  | Tercera ronda de la Liga Europa       |
| 3    | CFR Cluj              | 57   | 34 | 16 | 9  | 9  | 46 | 29 | +17  |                                       |
| 4    | Astra Giurgiu         | 57   | 34 | 15 | 12 | 7  | 53 | 27 | +26  | Segunda ronda de la Liga Europa       |
| 5    | Universitatea Craiova | 53   | 34 | 14 | 11 | 9  | 40 | 34 | +6   |                                       |
| 6    | Petrolul Ploieşti     | 52   | 34 | 14 | 10 | 10 | 42 | 30 | +12  |                                       |
| 7    | Dinamo Bucureşti      | 48   | 34 | 13 | 9  | 12 | 47 | 44 | +3   |                                       |
| 8    | Botosani              | 47   | 34 | 12 | 11 | 11 | 40 | 43 | −3   | Primera ronda de la Liga Europa       |
| 9    | Pandurii Târgu Jiu    | 45   | 34 | 12 | 9  | 13 | 47 | 42 | +5   |                                       |
| 10   | CSMS Iaşi             | 43   | 34 | 11 | 10 | 13 | 31 | 39 | −8   |                                       |
| 11   | Viitorul Constanța    | 43   | 34 | 11 | 10 | 13 | 44 | 54 | −10  |                                       |
| 12   | Concordia Chiajna     | 41   | 34 | 9  | 14 | 11 | 39 | 44 | −5   |                                       |
| 13   | Gaz Metan Mediaş      | 39   | 34 | 8  | 15 | 11 | 29 | 34 | −5   | Descenso a Liga II                    |
| 14   | Braşov                | 36   | 34 | 9  | 9  | 16 | 33 | 46 | −13  | Descenso a Liga II                    |
| 15   | Universitatea Cluj    | 35   | 34 | 8  | 11 | 15 | 29 | 41 | −12  | Descenso a Liga II                    |
| 16   | Rapid Bucureşti       | 33   | 34 | 8  | 9  | 17 | 21 | 42 | −21  | Descenso a Liga II                    |
| 17   | Oţelul Galaţi         | 32   | 34 | 7  | 11 | 16 | 24 | 45 | −21  | Descenso a Liga II                    |
| 18   | Ceahlăul Piatra Neamţ | 27   | 34 | 6  | 9  | 19 | 25 | 58 | −33  | Descenso a Liga II                    |

Actualizado a los partidos jugados el 30 de mayo de 2015.
 Fuente: FRF, Soccerway
Notas:
1. ↑  CFR Cluj principalmente se le habían deducido 24 puntos por razones financieras.[2] Pero la decisión fue aplazada por el TAS hasta la conclusión del procedimiento de insolvencia. Al final no pudo entrar a la Liga Europa por declararse en insolvencia.[3]
2. 1 2  Duelos entre sí: CFR Cjuj 4-1 Astra Ploiești, Astra Ploiești 0-1 CFR Cjuj
3. ↑  Universitatea Craiova no consiguió una licencia de la UEFA, ya que llevaba menos de 3 años de fundado[4]
4. ↑  Petrolul Ploieşti no consiguió una licencia de la UEFA, después de declararse en insolvencia.[5]
5. ↑  Dinamo Bucureşti no consiguió una licencia de la UEFA, después de declararse en insolvencia.[6]
6. ↑  Tras ganar la Copa de Rumanía 2015-16, el Steaua Bucureşti obtuvo un cupo para la Tercera ronda de la Liga Europa 2015-16, pero al encontrarse clasificado a la Liga de Campeones por su posición de liga, el cupo pasa al Segundo, el cupo del segundo paso al cuarto, y el del cuarto al octavo.
7. ↑  Duelos entre sí: CSMS Iaşi 0-0 Viitorul Constanța, Viitorul Constanța 0-3 CSMS Iaşi

## Resultados
| Local \ Visitante     | AST | BOT | BRA | CEA | CFR | CON | CSM | DIN | GAZ | OȚE | RAP | PAN | PET | STE | TAR | UCL | UCR | VII |
| --------------------- | --- | --- | --- | --- | --- | --- | --- | --- | --- | --- | --- | --- | --- | --- | --- | --- | --- | --- |
| Astra Giurgiu         | —   | 2–0 | 5–0 | 2–1 | 0–1 | 2–2 | 2–1 | 6–1 | 1–2 | 4–1 | 2–0 | 2–1 | 0–0 | 0–0 | 3–1 | 1–1 | 5–0 | 0–1 |
| Botosani              | 1–0 | —   | 0–0 | 2–0 | 0–1 | 3–0 | 0–0 | 3–2 | 0–3 | 1–1 | 3–0 | 1–1 | 0–1 | 0–2 | 1–2 | 1–0 | 2–0 | 4–4 |
| Braşov                | 1–1 | 0–1 | —   | 0–2 | 2–2 | 4–1 | 2–0 | 1–0 | 0–0 | 1–1 | 1–2 | 0–3 | 0–1 | 2–3 | 2–1 | 1–0 | 2–3 | 1–3 |
| Ceahlăul Piatra Neamţ | 1–3 | 0–1 | 2–2 | —   | 0–0 | 2–0 | 2–2 | 1–1 | 0–0 | 0–1 | 0–1 | 1–1 | 1–1 | 0–1 | 1–4 | 0–6 | 2–1 | 1–2 |
| CFR Cluj              | 4–1 | 4–0 | 1–2 | 4–0 | —   | 2–1 | 4–0 | 2–1 | 4–1 | 1–0 | 2–1 | 0–4 | 0–1 | 0–1 | 2–2 | 1–0 | 0–0 | 1–2 |
| Concordia Chiajna     | 0–2 | 3–3 | 1–1 | 0–1 | 1–1 | —   | 2–1 | 0–0 | 2–0 | 3–0 | 0–0 | 1–0 | 3–2 | 0–1 | 0–0 | 0–2 | 2–2 | 2–0 |
| CSMS Iaşi             | 1–0 | 2–2 | 1–0 | 2–0 | 0–3 | 1–2 | —   | 1–0 | 1–0 | 0–0 | 0–0 | 3–0 | 1–5 | 0–0 | 2–2 | 2–0 | 1–3 | 0–0 |
| Dinamo Bucureşti      | 0–2 | 0–0 | 2–1 | 3–1 | 1–1 | 0–3 | 1–0 | —   | 1–1 | 4–0 | 2–0 | 3–2 | 0–0 | 1–3 | 1–1 | 3–0 | 1–1 | 2–3 |
| Gaz Metan Mediaş      | 1–1 | 1–1 | 2–1 | 2–2 | 0–0 | 2–0 | 0–0 | 1–2 | —   | 0–0 | 0–1 | 0–2 | 0–0 | 1–2 | 1–0 | 1–1 | 1–0 | 3–1 |
| Oţelul Galaţi         | 1–1 | 0–1 | 1–1 | 4–1 | 0–1 | 1–2 | 0–0 | 0–1 | 1–1 | —   | 2–0 | 0–2 | 1–1 | 0–3 | 0–2 | 2–1 | 0–1 | 3–0 |
| Rapid Bucureşti       | 0–2 | 2–2 | 0–1 | 1–1 | 0–0 | 1–0 | 0–1 | 0–3 | 1–1 | 2–0 | —   | 0–3 | 1–1 | 1–3 | 1–2 | 2–1 | 1–2 | 0–0 |
| Pandurii Târgu Jiu    | 1–1 | 1–2 | 2–0 | 0–1 | 0–0 | 1–1 | 5–2 | 3–2 | 0–1 | 4–0 | 2–0 | —   | 1–1 | 3–1 | 1–1 | 0–1 | 0–1 | 1–1 |
| Petrolul Ploieşti     | 1–2 | 4–1 | 1–0 | 2–0 | 1–2 | 2–2 | 0–2 | 0–3 | 1–0 | 0–0 | 0–0 | 0–1 | —   | 2–3 | 2–0 | 1–0 | 1–2 | 1–2 |
| Steaua Bucureşti      | 0–0 | 2–0 | 2–0 | 0–1 | 1–0 | 2–2 | 1–0 | 3–0 | 3–1 | 1–2 | 0–1 | 6–0 | 0–1 | —   | 0–1 | 4–1 | 3–1 | 4–1 |
| Târgu Mureș           | 0–0 | 2–1 | 1–0 | 3–0 | 2–0 | 2–0 | 1–0 | 2–1 | 2–0 | 1–2 | 1–0 | 2–1 | 1–0 | 1–0 | —   | 0–0 | 2–1 | 6–1 |
| Universitatea Cluj    | 0–0 | 0–0 | 1–1 | 2–0 | 1–0 | 0–0 | 2–0 | 2–3 | 1–1 | 0–0 | 1–0 | 2–0 | 0–3 | 0–3 | 0–3 | —   | 0–2 | 2–2 |
| Universitatea Craiova | 0–0 | 2–1 | 0–1 | 2–0 | 3–0 | 1–1 | 0–1 | 0–0 | 1–1 | 1–0 | 2–0 | 1–1 | 0–2 | 0–0 | 1–0 | 3–0 | —   | 2–2 |
| Viitorul Constanța    | 2–0 | 1–2 | 0–2 | 2–0 | 0–2 | 2–2 | 0–3 | 0–2 | 1–0 | 3–0 | 1–2 | 4–0 | 1–3 | 0–1 | 0–0 | 1–1 | 1–1 | —   |

## Goleadores
Detalle con los máximos goleadores de la Liga I, de acuerdo con los datos oficiales de la Federación Rumana de Fútbol.
- Datos según la página oficial de la competición.

| Pos. | Jugador               | Club                  | Goles |
| ---- | --------------------- | --------------------- | ----- |
| 1    | Grégory Tadé          | CFR Cluj              | 18    |
| 2    | Mihai Roman           | Pandurii Târgu Jiu    | 16    |
| 3    | Bogdan Mitrea         | Viitorul Constanța    | 14    |
| 4    | Claudiu Keșerü        | Steaua București      | 12    |
| 4    | Ousmane N'Doye        | Târgu Mureș           | 12    |
| 6    | Kamil Biliński        | Dinamo București      | 11    |
| 6    | Toto Tamuz            | Petrolul Ploiești     | 11    |
| 6    | Marian Constantinescu | Brasov                | 11    |
| 9    | Constantin Budescu    | Astra Giurgiu         | 10    |
| 10   | Ioan Hora             | Târgu Mureș           | 9     |
| 10   | Attila Hadnagy        | Botosani              | 9     |
| 10   | Tha'er Bawab          | Universitatea Craiova | 9     |